# Eucalyptus baueriana
Eucalyptus baueriana är en myrtenväxtart som beskrevs av Johannes Conrad Schauer. Eucalyptus baueriana ingår i släktet Eucalyptus och familjen myrtenväxter. Inga underarter finns listade i Catalogue of Life.

## Bildgalleri

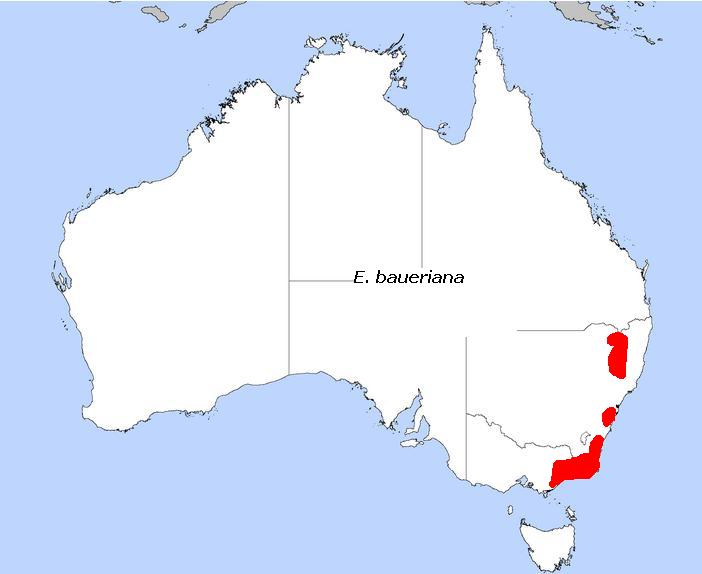